# 巴巴卡·盖伊
巴巴卡·盖伊（Babacar Gueye，1986年3月2日—），是一名塞内加尔职业足球运动员，司职前锋。

## 职业生涯
盖伊在Génération Foot接受职业足球训练，2002年被法国足球甲级联赛球队梅斯相中，加入梅斯青年队，并在2003年开始职业足球生涯。2009年1月27日，他被租借到法乙球队色当五个月。2009年7月23日，盖伊以50万欧元的身价转会加盟德国足球乙级联赛球队亚琛，双方签订一份为期四年的合同。2011年夏季，他被租借到另一支德乙球队FSV法兰克福一年，他在7月15日和柏林联盟的联赛第一轮比赛首次代表FSV法兰克福出场，他在这场比赛下半场伤停补时阶段罚失点球，错过绝杀机会，最终FSV法兰克福只能收获1比1的平局。
2012年2月28日，亚琛俱乐部官方宣布盖伊从FSV法兰克福召回，转会加盟中国足球甲级联赛球队深圳红钻，注册名为巴巴卡。巴巴卡在2012年的中甲联赛中上阵28次打进23球佔去深圳红钻联赛总进球46球的一半，並打破2004年赛季武汉队外援威尔的单赛季22个进球的记录成为赛季神射手。2013赛季，巴巴卡出场27次射入23球，成为中甲联赛历史首位蝉联最佳射手的球员。
2015年4月18日，深圳宇恒1-1战平哈尔滨毅腾，下半场巴巴卡攻入点球帮助深足扳平比分，这个进球是他代表深足打入的第67球，从而超越李毅的66球，成为深圳队历史最佳射手。
2015年9月12日深圳宇恒主场以3-0大胜北京北控，巴巴卡梅开二度打进个人中甲联赛的第71个进球成为中国职业次级联赛进球最多的球员。
2016年7月，深圳佳兆业替换巴巴卡，巴巴卡在深圳队效力四个半赛季于正式比赛上阵129场打进81球 (中甲联赛125场进79球，中国足协杯4场进2球)。
2017年2月，另一支中甲球队新疆天山雪豹官方宣布巴巴卡加盟球队。